# Истьинский машиностроительный завод
ОАО «Истьинский машиностроительный завод» — промышленное предприятие, расположенное в селе Истье Старожиловского района Рязанской области. Выпускает главным образом путевые машины для нужд железнодорожного транспорта.

## История
Завод основан в 1713 году по указу Петра I как чугунолитейный и железоделательный завод. В 1965 году завод был переименован в «Истьинский машиностроительный завод». Два бывших заводских цеха и несколько жилых домов, построенных в XVIII веке русским архитектором В. П. Стасовым, представляют архитектурную ценность и находятся под охраной государства.

## Продукция
Первоначально на заводе выплавляли чугун, изготовляли проволоку, гвозди, швейные иглы. В первые годы Советской власти выпускали двигатели внутреннего сгорания, насосы. В годы Великой Отечественной войны на заводе был налажен выпуск корпусов гранат и авиабомб. До 1973 года производились узкоколейные мотовозы МД54-4 для промышленного транспорта. Затем завод полностью перешёл на изготовление путевых машин. К началу 1992 года завод выпускал сложные путевые машины промышленного железнодорожного транспорта (подъёмно-рихтовочные и универсальные для смены шпал), а также комплекс машин и механизмов для метрополитена.
По состоянию на 2009 год завод производит следующие путевые машины:
- Машина путеремонтная универсальная (МПРУ)
- Модуль подбивочный легкий (МПЛ)
- Машина путевая ремонтная подбивочная (МПРП)
- Путевая подъёмно-рихтовочная машина (ППРМ)

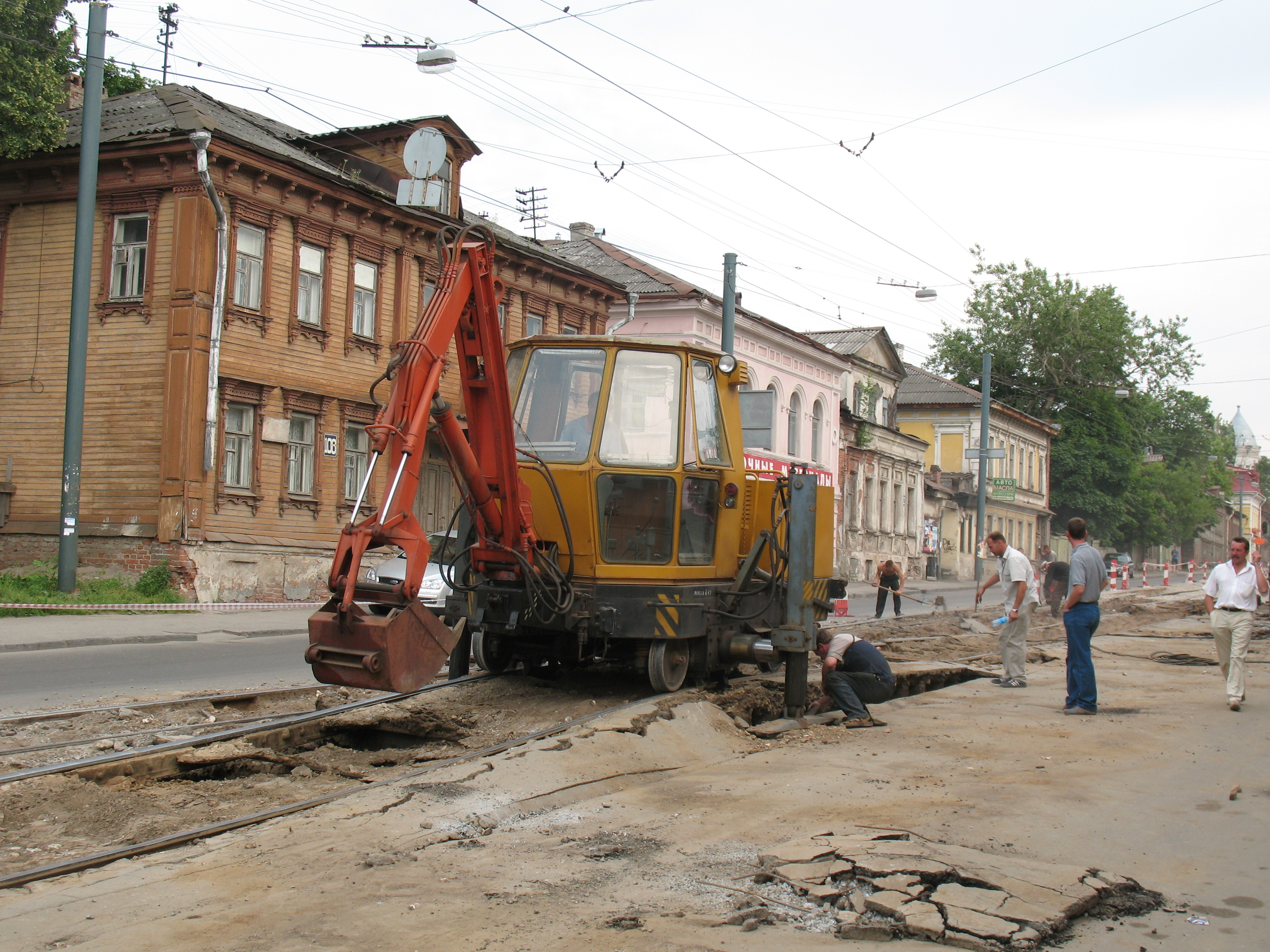
Нижний Новгород, путевая машина МСШУ-4 разбирает трамвайный путь перед ремонтом. Цепляется захватами за рельсы, поднимается вверх на аутригерах, отрывая так рельсы от шпал.

- Нижний Новгород, путевая машина МСШУ-4 разбирает трамвайный путь перед ремонтом. Цепляется захватами за рельсы, поднимается вверх на аутригерах, отрывая так рельсы от шпал.Машина для смены шпал универсальная (МСШУ-4)
- Машина для смены шпал универсальная (МСШУ-5)

## Потребители
Продукция предприятия поставляется во многие страны мира. Основными потребителями являются предприятия горно-металлургической, угольной, топливно-энергетической, химической, цементной и других отраслей промышленности, имеющих в своем составе подъездные и технологические пути, а также предприятия промышленного железнодорожного транспорта.

## Интересные факты
Хотя завод выпускает продукцию для железной дороги, он не имеет железнодорожных путей. Ближайшая железнодорожная станция находится в 13 километрах от завода. До 1995 года железнодорожные пути существовали и действовали, подведены они были к поселку Акуловский Участок. До более новых путей в Великую Отечественную войну существовали другие, от которых остался лишь ров, но в кризис и действующие пути разобрали на металлолом.